# Jim Gray (chính khách Mỹ)
James P. Gray II (sinh ngày 18 tháng 8 năm 1953) là Bộ trưởng Giao thông Vận tải Kentucky hiện tại trong chính quyền Andy Beshear. Ông là cựu thị trưởng Lexington, Kentucky (Chính quyền quận đô thị Lexington-Fayette) từ 2011-2019. Gray từng là phó thị trưởng của thành phố từ năm 2006 đến 2010 trước khi được bầu làm thị trưởng vào tháng 11 năm 2010. Gray giành chiến thắng trong cuộc bầu cử lại với nhiệm kỳ bốn năm khác vào ngày 4 tháng 11 năm 2014. Năm 2016, ông chạy đua vào ghế Thượng viện Hoa Kỳ do Thượng nghị sĩ Hoa Kỳ Rand Paul nắm giữ. Gray đã giành chiến thắng trong cuộc bầu cử sơ bộ vào ngày 17 tháng 5 với gần 60% số phiếu nhưng đã thua tổng tuyển cử ngày 8 tháng 11 trước Paul.
Gray là Chủ tịch và Giám đốc điều hành của Gray Construction, một công ty kỹ thuật, thiết kế và xây dựng có trụ sở tại Lexington. Sau khi đắc cử, ông giữ vai trò cố vấn là Chủ tịch Hội đồng quản trị để tập trung vào vai trò thị trưởng.

## Tuổi thơ và giáo dGra
Gray được nuôi dưỡng tại Glasgow, Kentucky, con lớn thứ ba trong số sáu người con của Lois và James Norris Gray. Ông bắt đầu sự nghiệp đại học của mình tại Đại học Emory ở Atlanta nhưng trở về nhà để giúp đỡ công việc kinh doanh của gia đình khi cha ông qua đời vào năm 1972. Sau đó, ông theo học tại [[Đại học Vanderbilt, đi lại giữa Glasgow và Nashville trong khi lấy bằng lịch sử. Sau khi tốt nghiệp năm 1975, ông tham gia kinh doanh xây dựng gia đình toàn thời gian.
Năm 1996, sau hơn 20 năm hoạt động trong ngành xây dựng, Gray đã chấp nhận lời đề nghị trở thành thành viên Loeb tại Trường Đại học Thiết kế Harvard.
Chương trình học bổng Loeb được tạo ra để các học viên thành đạt "tạm dừng, nghiên cứu và suy ngẫm tại một trường đại học tuyệt vời [để] cho phép những người thiết kế và xây dựng các thành phố của chúng ta trở về với sự sáng suốt và năng lượng mới."

## Đời tư
Một nhà sưu tập nghệ thuật hiện đại trọn đời, ở Gray đã tạo ra và giúp ban cho Trải nghiệm Nghệ thuật Xám, một chuyến đi đánh giá cao nghệ thuật hàng năm đến Thành phố New York cho Đại học Kentucky Gaines Fellows.
Gray đã kết hôn được bảy năm và không có con. Năm 2005, Gray công khai tuyên bố rằng ông là người đồng tính.